# Des demeures et des gens
Des demeures et des gens est un roman de Catherine d'Etchéa publié le 18 février 1975 aux éditions de la Table Ronde et ayant obtenu la même année le tout premier prix du Livre Inter créé par la radio France Inter.

## Éditions
- Des demeures et des gens, éditions de la Table Ronde, 1975  (ISBN 2-7103-1196-8)